# David Copperfield (film 1913)
David Copperfield – brytyjski film niemy z 1913 roku będący adaptacją utworu Karola Dickensa o tym samym tytule.

## Obsada
- Kenneth Ware jako dorosły David Copperfield
- Reginald Sheffield jako David Copperfield (dziecko)
- Len Bethel jako młody David Copperfield
- Alma Taylor jako Dora Spenlow
- H. Collins jako Wilkins Micawber
- Jack Hulcup  jako Urian Heep
- Jamie Darling  jako Daniel Peggotty
- Edna May  jako Mała Emily (dziecko)
- Amy Verity  jako Mała Emily
- Cecil Mannering jako Steerforth
- Ella Fineberg  jako Agnes Wickfield
- Miss Harcourt  jako Betsy Trotwood
- Johnny Butt jako pan Murdstone
- Miss West jako pani Micawber
- Shiel Porter jako pan Wickfield
- Tom Arnold jako Ham
- Harry Royston jako pan Creakle
- Marie de Solla jako pani Gummidge